# Cholado

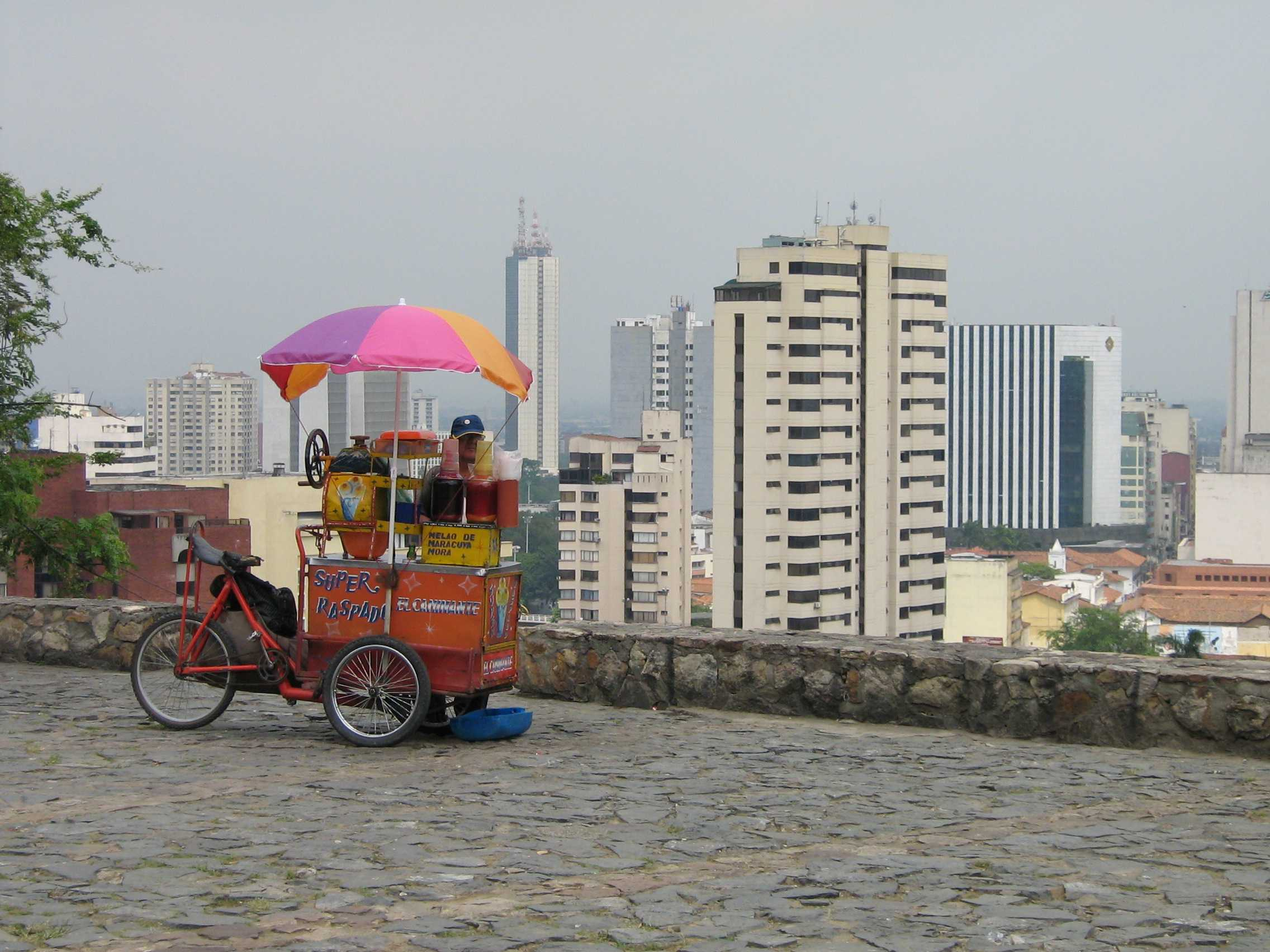
Vendedor de Cholado en Cali.

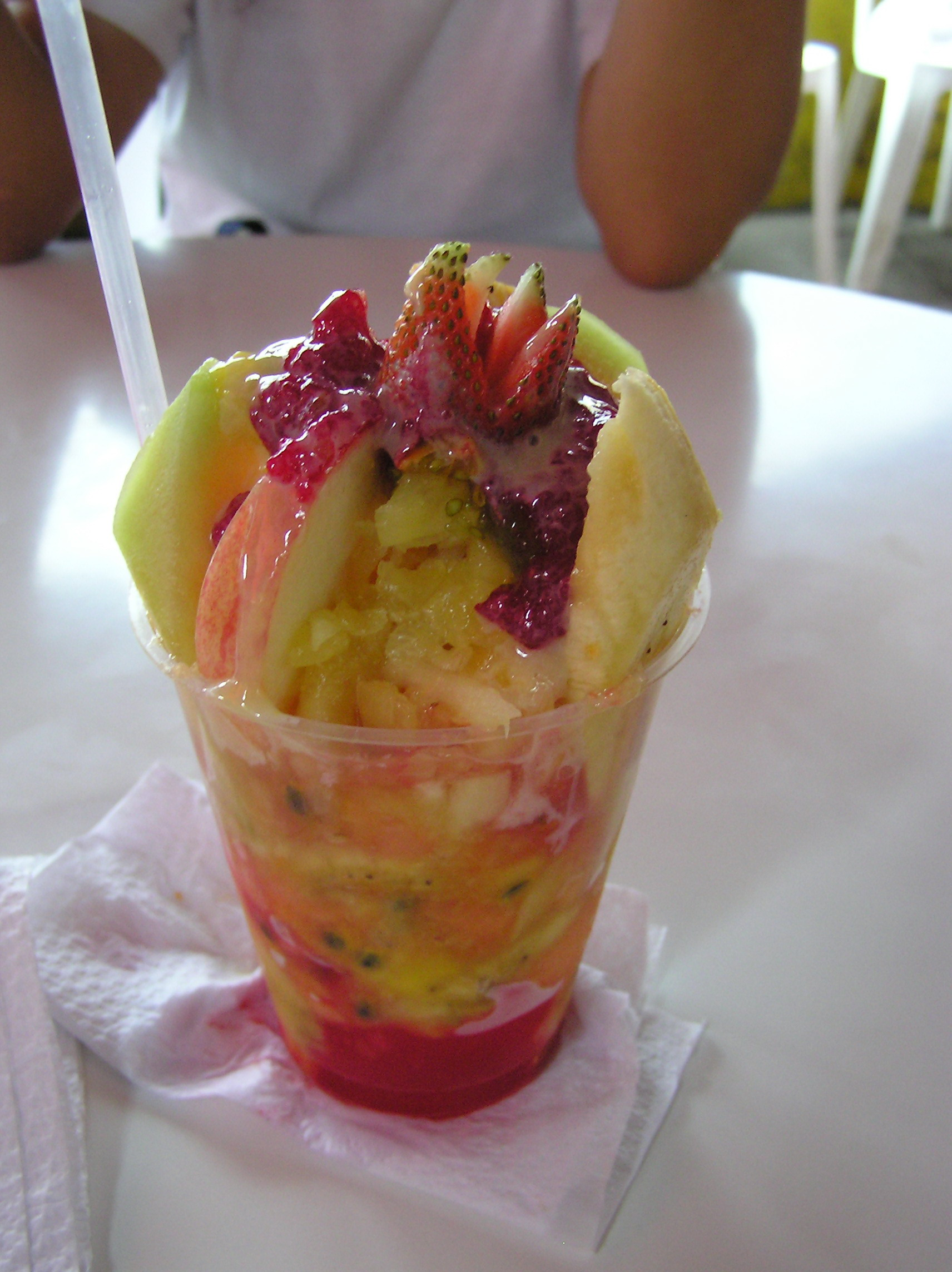
Cholado en Jamundí, Valle del Cauca.

El cholado o ‘cholao’ es una ensalada de frutas típica del departamento del Valle del Cauca (Colombia). Su preparación es sobre una base de hielo raspado, se adicionan las frutas, melados de diferentes sabores y leche condensada. Entre las frutas empleadas están: banano, manzana verde, fresa, uva, papaya, piña y lulo. Se le suele añadir queso rallado. 
Es originario del municipio vallecaucano de Jamundí, donde suele comerse en los días calurosos. Se le atribuyen propiedades para mejorar el guayabo (resaca) después de haber bebido mucho alcohol. En Jamundí existe el Parque del Cholado donde hay más de una veintena de puestos en los que se vende la tradicional bebida, en los cuales los turistas acostumbran a comerla durante los fines de semana.[cita requerida] Se suelen encontrar puestos de cholado en el Parque Simón Bolívar, en el centro de Cali.

## Historia
La preparación inicial fue denominada ‘Las tres niñas’ y contenía piña, lulo y limón. ‘Mataguayabo’ hizo sus primeras ventas en la galería municipal y en los certámenes deportivos, donde también complacía a sus clientes entonando tangos.
Cuenta la historia que hace aproximadamente 44 años, Doña Rosina de Jamundi, la madre de Héctor Bonilla raspaba pequeños bloques de hielo, los comprimía en pequeños moldes, les rociaba limón y miel y les ponía un palito de madera, de modo que quedaban como helados y con ello sostenía a su familia.
Al crecer Héctor se hizo a cargo del negocio y fue haciéndole transformaciones al helado; comenzó a vender el producto acompañado de piña, lulo y limón en vasos de cristal; a este rico refresco él le llamó "Las 3 niñas".
Con el pasar del tiempo Héctor decidió bañar el hielo raspado con jarabe dulce de color rojo y lo empezó a servir en conos de cartón.
Con los años se crearon competencias para su negocio, y así es como llega el producto a la ciudad de Cali.
Este delicioso y refrescante manjar se puede acompañar con frutas, helado, milo y una leche condensada artesanal.

## El Cholado más grande del mundo
En el parque del Cholado en Jamundí, municipio ubicado al sur de la capital vallecaucana, en el Día de la Independencia, se cumplió la hazaña de preparar el exquisito manjar en un tamaño considerable.
Se trató de una iniciativa que tuvo como objetivo batir el Guiness record con esta preparación típica y que hizo parte de la celebración del 20 de julio de 2012 en el municipio del Valle del Cauca. El cholado pesó lo equivalente a 30 personas de peso promedio.
Fue hecho con 350 kilos de papaya, 350 de banano, 150 de piña, 70 de guanábana, 70 de maracuyá, 70 de lulo, 30 de mermelada, 80 arrobas de hielo (920 kilos) y 40 tarros de leche condensada de 5 kilos cada una.
Fue realizado por un grupo de 32 choladeros que se asientan en 'El parque del cholado', a la entrada de Jamundí. La primera vez que concursaron para los Guiness Record con el Cholado Más Grande del Mundo fue en el año 2002. Luego se repitió esta hazaña en el año 2003.